# Balatonmagyaród
Balatonmagyaród ist eine ungarische Gemeinde südwestlich des Plattensees, ungarisch Balaton, mitten im Naturschutzgebiet Kis-Balaton (Kleiner Plattensee) des Nationalparks Balaton-Oberland unweit von Zalakaros (ca. 7 Kilometer) mit knapp 500 Einwohnern, unter ihnen auch Deutsche und Österreicher. Der Ort gehört zum Kreis Nagykanizsa.

## Geschichte
Der schon Anfang des 20. Jahrhunderts genannte Name Balatonmagyaród geht auf die dort zahlreichen Haselnussbüsche (mogyoró) zurück. Aus dem 14. Jahrhundert finden sich die Namen: 1308 Mogoród / Magyarad, 1327 Mogoroth, 1370 Magyaród. Im Gebiet gab es seit alters her Ansiedlungen, was verschiedene Fundstätten von 8000 (Steinkreisfunde aus der Jungsteinzeit) bis 1200 v. Chr. (Brandgräbernekropolen aus der späten Bronzezeit) belegen. Auch gibt es Funde aus der Lengyel-Kultur um 4800/4700 v. Chr. Eine römische Handelsstraße führte durch Sumpfgebiete über Magyaród und Hidvég (ca. 4 Kilometer) in Richtung Fenékpuszta (ca. 18 Kilometer) zur Balatonbucht bei Keszthely. Nach dem Abzug der Römer zur Völkerwanderungszeit (7. bis 9. Jahrhundert) wurde das Gebiet von Awaren und Slawen besiedelt, ehe im 10. Jahrhundert mit der Landnahme die Magyaren das Ungarische Königreich gründeten. Aus der Árpáden-Zeit (ca. 900 n. Chr.) wurde in Balatonmagyaród-Oberkolon ein Friedhof erschlossen. 
Im 11. Jahrhundert lag südlich von Magyaród die Kolon-Burg (Kolonvár/Colon civitas), der Sitz der ersten königlichen Bezirksverwalter. Ab den 1540er Jahren wurde Magyaród, ebenso wie viele andere Siedlungen der Umgegend, von den Türken attackiert. Aber auch bewaffnete ungarische Bewohner der Nachbargemeinden Zalavár, Komárváros und Kiskomárom (seit 1969 beide vereinigt unter dem Namen Zalakomár) „durchstreiften“ Magyaród und 1686 wurde das Dorf völlig zerstört. Dieses Urdorf lag etwas höher als das heutige auf einer großen Halbinsel des Kis-Balatons, der damals ein Teil des Plattensees war. Die Feldbestellung war mühsam. Wechselnde Wasserstände des Kis-Balatons und des Zala-Flusses überschwemmten oft die Viehwiesen und brachten „großes Elend über die Bewohner“. Zudem lebten damals viele „Moorwölfe“ in den Schilfgebieten und rissen in harten Wintern das Vieh der Bauern. Die Dorfbewohner besaßen aber auch Angelrechte, für die jeder Fischer dem Grundbesitzer „jährlich einen Forint“ abtrat. Und noch heute gehört das Angeln und Fischen zum Leben der Magyaróder Männer.
Seit dem Ende der Türkenzeit war Magyaród von 1696 bis 1945 im Besitz der Adelsfamilie Széchényi aus Balatonszentgyörgy. Nach einer Chronik des Jahres 1715 bewohnten auch deutschstämmige Einwanderer den Ort. Der erste Schulmeister unterrichtete seit 1725 im Dorf. Die heutige katholische Steinkirche aus dem Jahr 1814 wurde 2005 renoviert. 1848 lebten 752 Menschen im Dorf und ca. 70 Schüler wurden „nach Ende der Landwirtschaftsarbeit bis zum Frühjahr“ unterrichtet. 1891 lag die Bewohnerzahl, die meisten lebten als „mittlere“ Bauern, bei 1310 und es gab schon ein Postamt. 1896 wurden ein römisch-katholisches Schulhaus, ein Lehrerhaus und ein Kindergarten eingeweiht. Ab 1920 ging die Trockenlegung des Kis-Balatons weiter, wodurch die Siedlung viele Landwirtschaftsflächen gewann. 1924 wurde Magyaród zur Großgemeinde und Mittelpunkt der Zalaer Landwirtschaftsdomänen der Széchenyi-Familie. Ab den 1960er Jahren ging die Einwohnerzahl stark zurück, da viele Bewohner in die nahen Städte Keszthely und Nagykanizsa (jeweils ca. 22 Kilometer) abwanderten. 
Seit den 1990er Jahren begann mit der Renaturierung des Kis-Balatons (Ramsar-Konvention) abseits vom Pauschaltourismus der Fremdenverkehr eine größere Rolle zu spielen. Die Vogelinsel Milanenburg (Kányavár sziget, ca. 1,5 Kilometer) mit Naturlehrpfad, Wanderwegen, Picknick- und Anglerplätzen und das Büffelreservat (Bivaly-Reservatum, ca. 1,5 Kilometer) in der Kápolnapuszta mit „Urbüffeln und Urrindern“ liegen direkt beim Dorf.

## Sehenswürdigkeiten
- Kruzifixe (Templom-kereszt 1873, Nagy-Hajdu–kereszt 1901, Ritecz-Vajda–kereszt 1929, Dávid-Varga kereszt 1941)
- Römisch-katholische Kirche Sarlós Boldogasszony

## Verkehr
Durch Balatonmagyaród führt die Landstraße Nr. 6831. Der nächstgelegene Bahnhof befindet sich ungefähr sechs Kilometer südlich in Zalakomár.